# Nube iridiscente

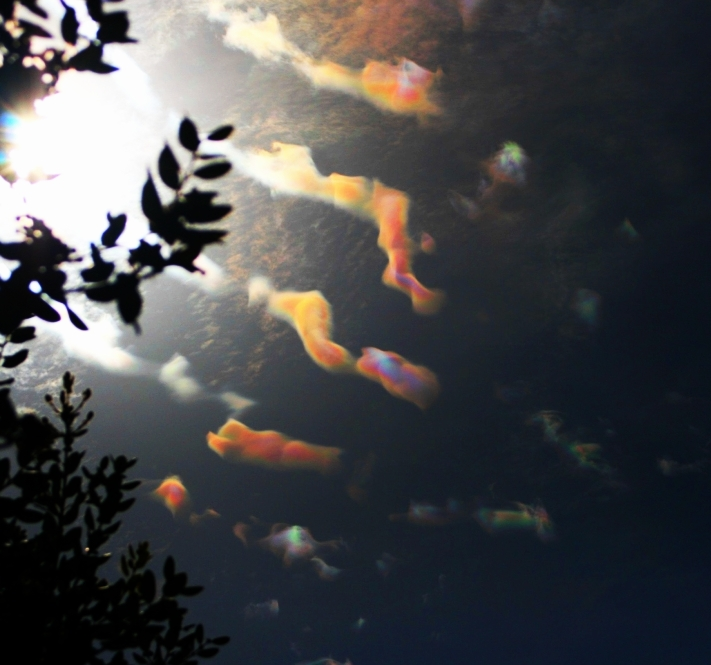
Nubes iridiscentes.

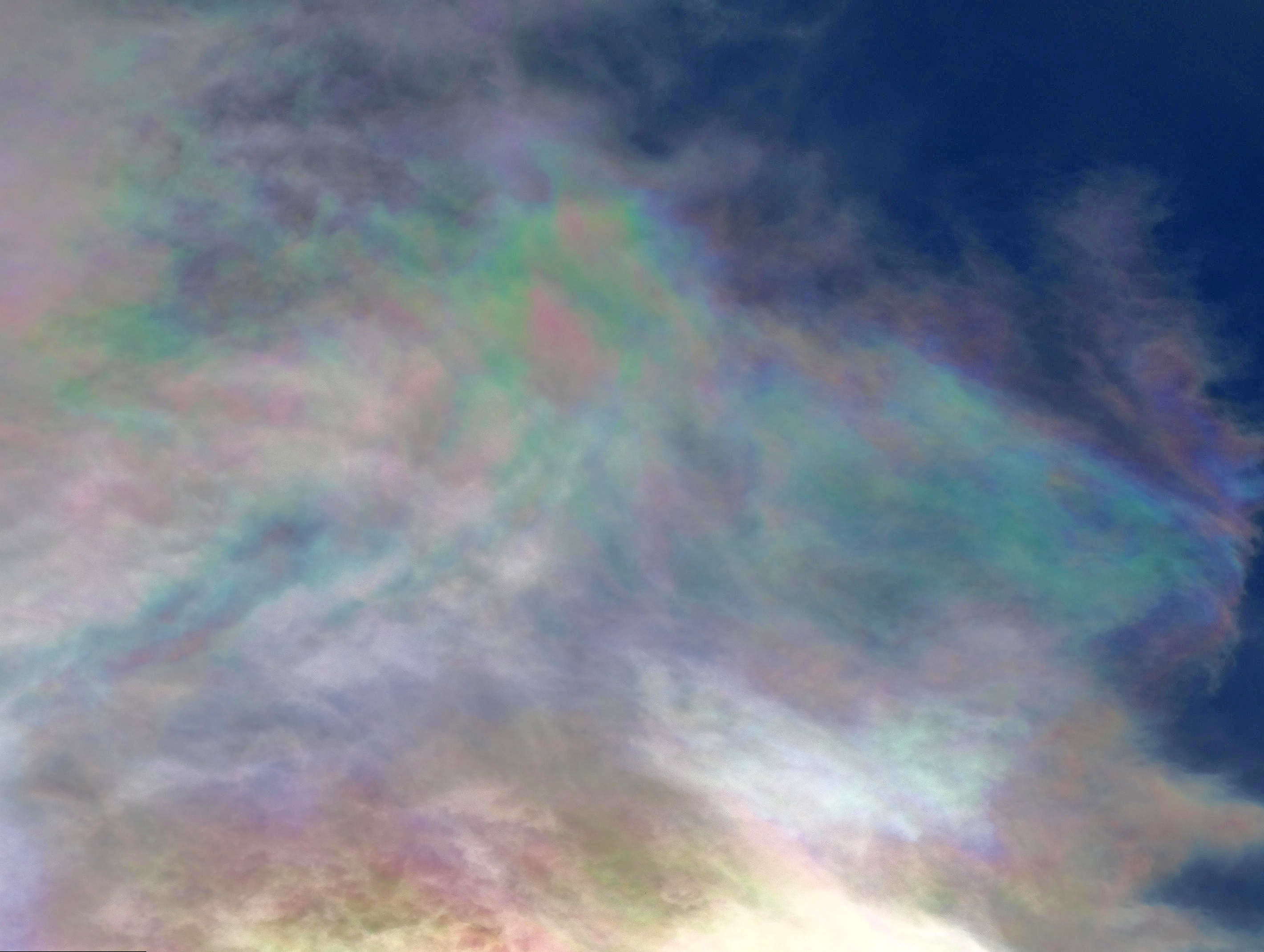
Nubes iridiscentes en la sierra de Gredos (Ávila, España).

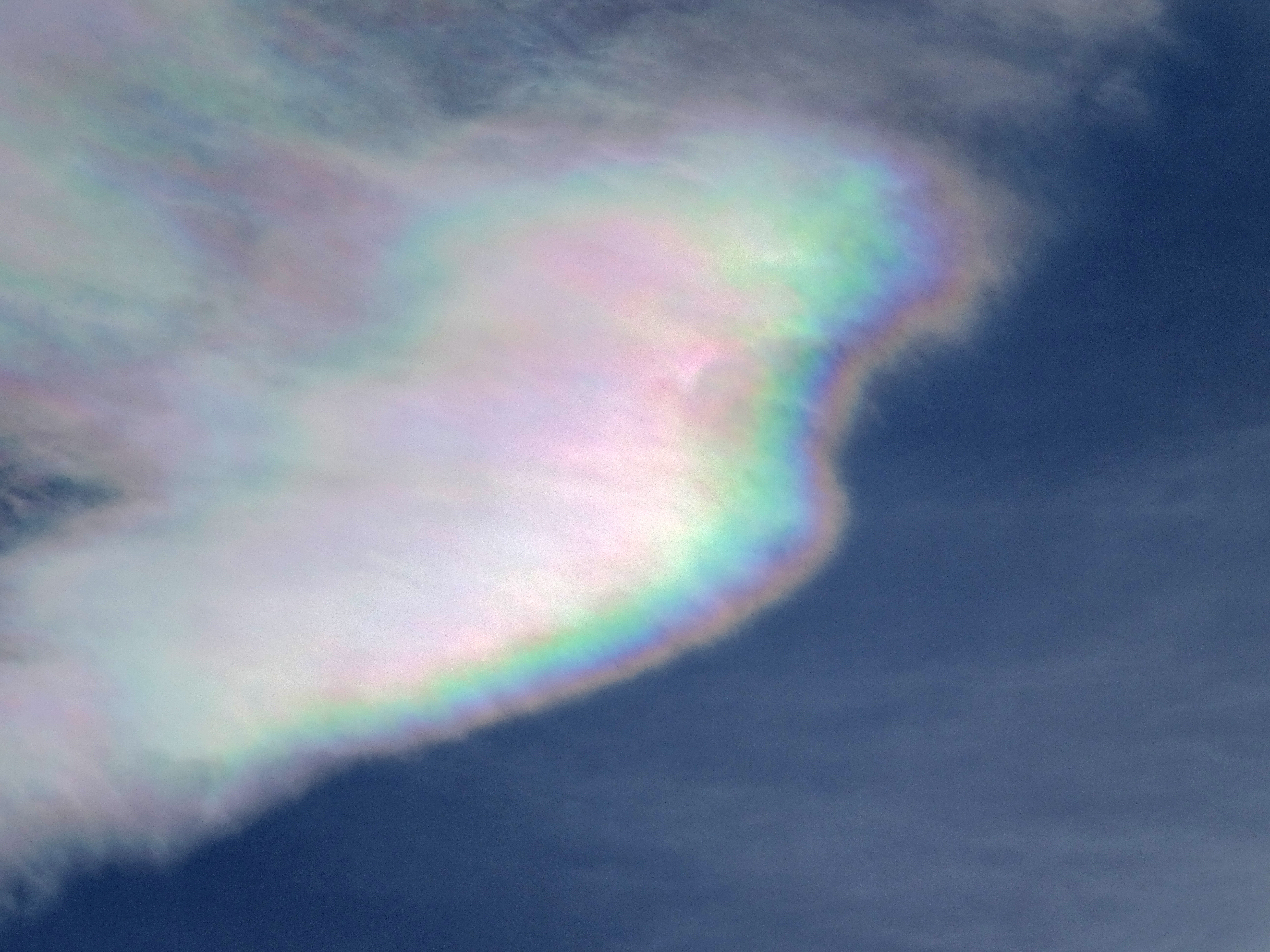
Nubes iridiscentes en la sierra de Gredos (Ávila, España).

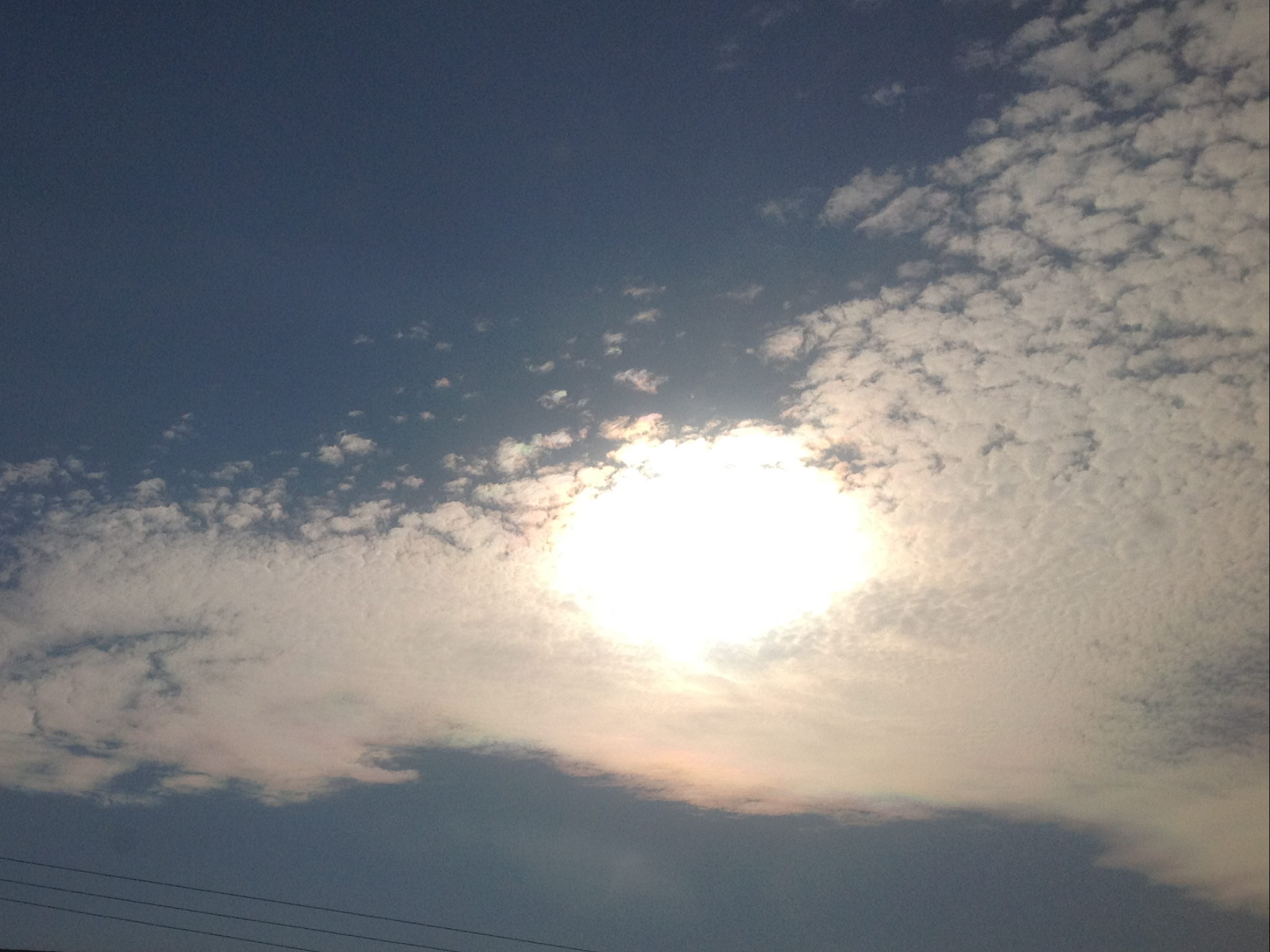
Nubes iridiscentes durante la llegada de un frente frío.

Una nube iridiscente es una nube con colores que se asemejan a los que podemos encontrar en manchas de aceite, alquitrán o gasolina en superficies de agua, causados por un fenómeno parecido a la irisación. Es un fenómeno meteorológico poco común y normalmente puede ser observado en altocúmulos, cirrocúmulos y nubes lenticulares, pero muy pocas veces en nubes cirro. Estos colores suelen ser de tonalidad pastel, pero a veces pueden ser muy vivos. La iridiscencia puede ser observada con mayor frecuencia cerca del sol, tapada a menudo por el resplandor del sol. Puede ser observada con mayor facilidad ocultando el sol tras un árbol o edificio, utilizando gafas de cristales oscuros u observando el cielo mediante su reflejo en un espejo convexo o una superficie de agua.

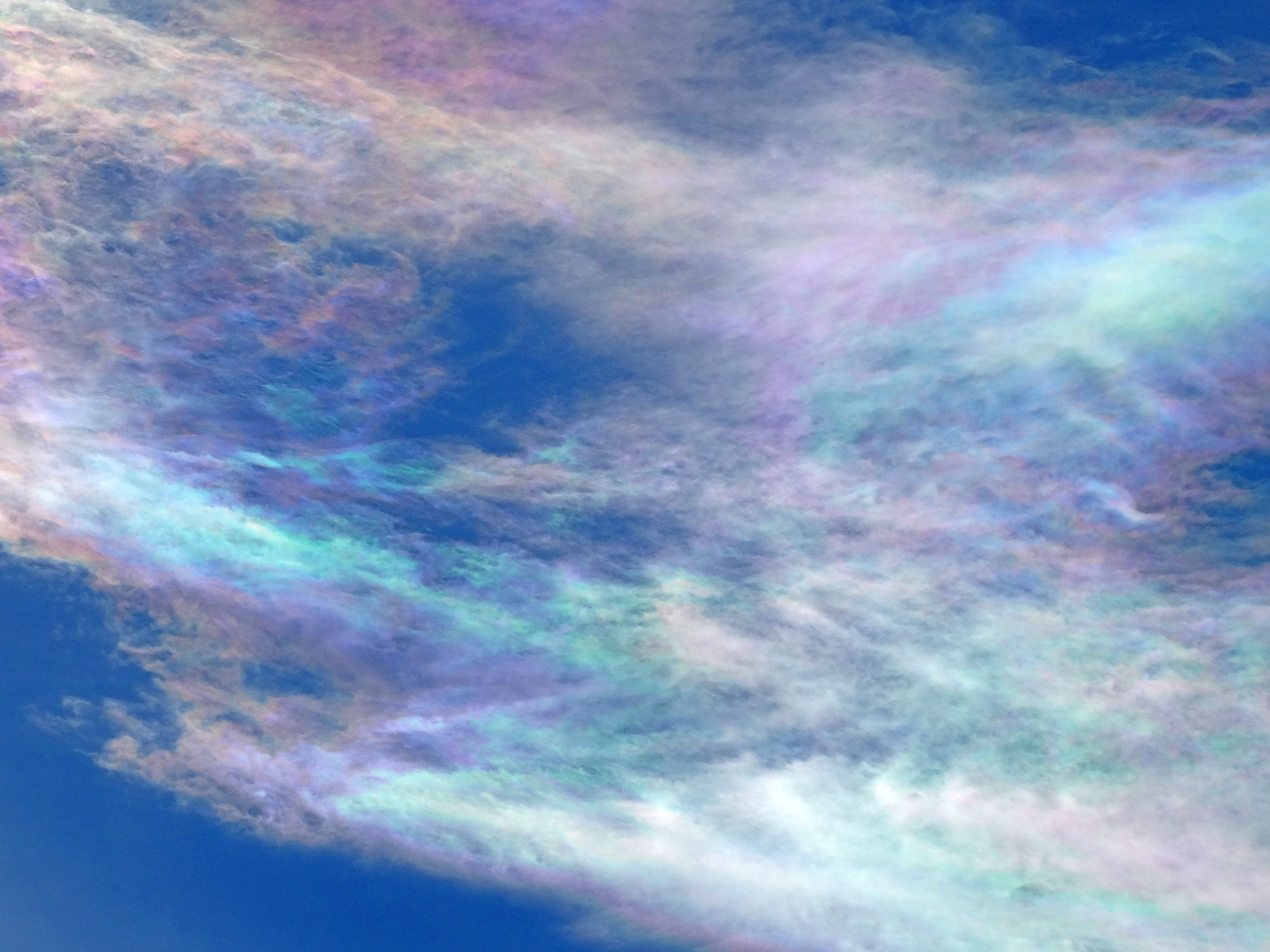
Nubes iridiscentes en la sierra de Gredos (Ávila, España).

Las nubes iridiscentes son el resultado de la difracción de la luz solar a través de pequeñas gotas de agua o incluso pequeños cristales de hielo que componen estas nubes, desviando los rayos solares de forma individual. Los cristales de hielo de mayor tamaño provocan halos, los cuales son producto de la refracción y no de la iridiscencia. Por esta misma razón, también se diferencia de un arcoíris provocado por la refracción en gotas de mayor tamaño.
Si partes de la nube tienen gotas o cristales de tamaño semejante, la acumulación de este efecto provoca su coloración. La nube tiene que ser fina, de forma que la mayoría de los rayos de luz incidan solo en una gota. Esta es la razón por la cual la iridiscencia es normalmente observada en los bordes de las nubes o en nubes semitransparentes. La iridiscencia más clara y colorida es aquella provocada por nubes de reciente creación, ya que sus gotas tienen el mismo tamaño. Cuando una nube fina tiene gotas de tamaño semejante en gran parte de su superficie, la iridiscencia aparece en forma de corona, compuesta de un pequeño número de anillos concéntricos de colores alrededor del sol o la luna y una brillante aureola central.

## Galería

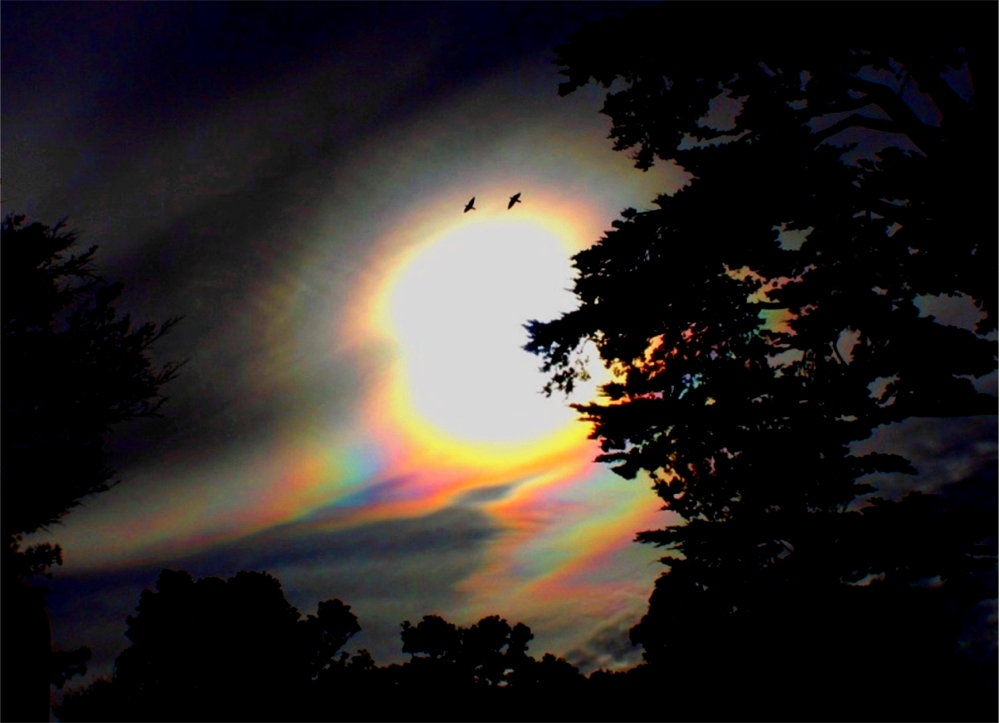
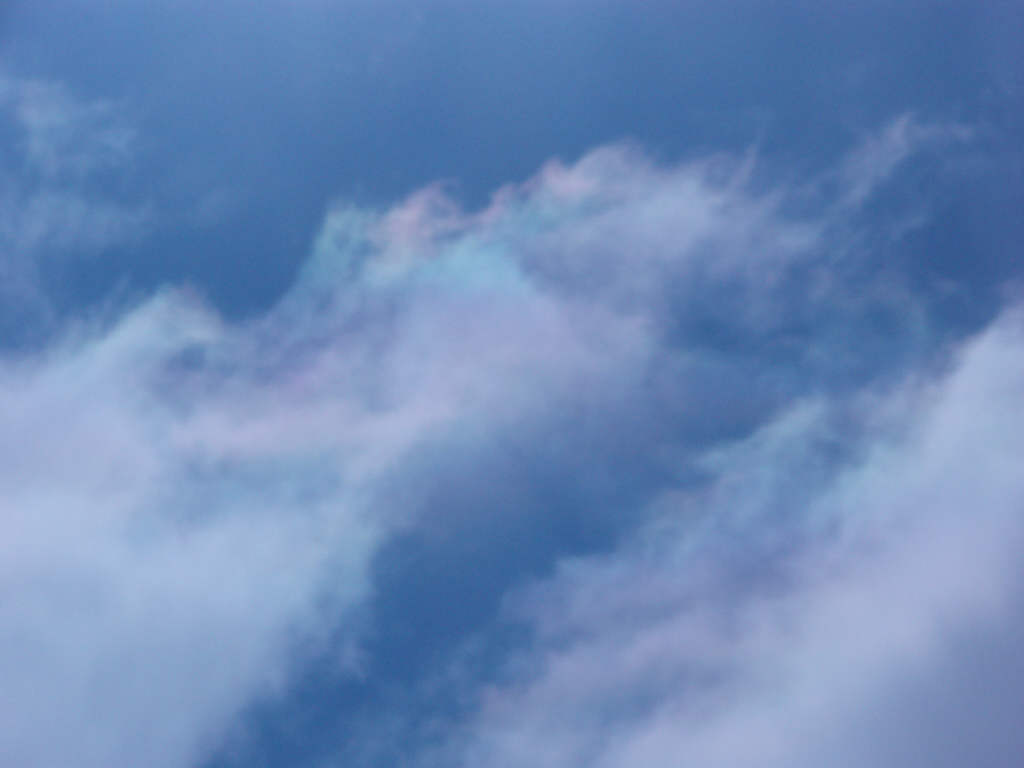
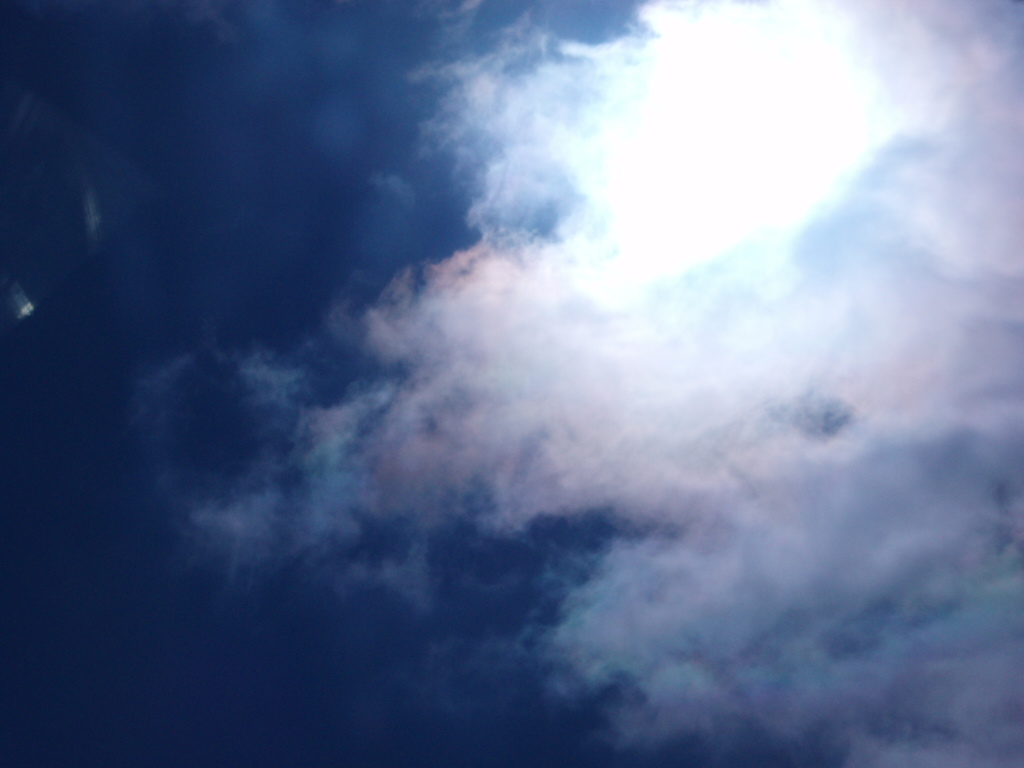
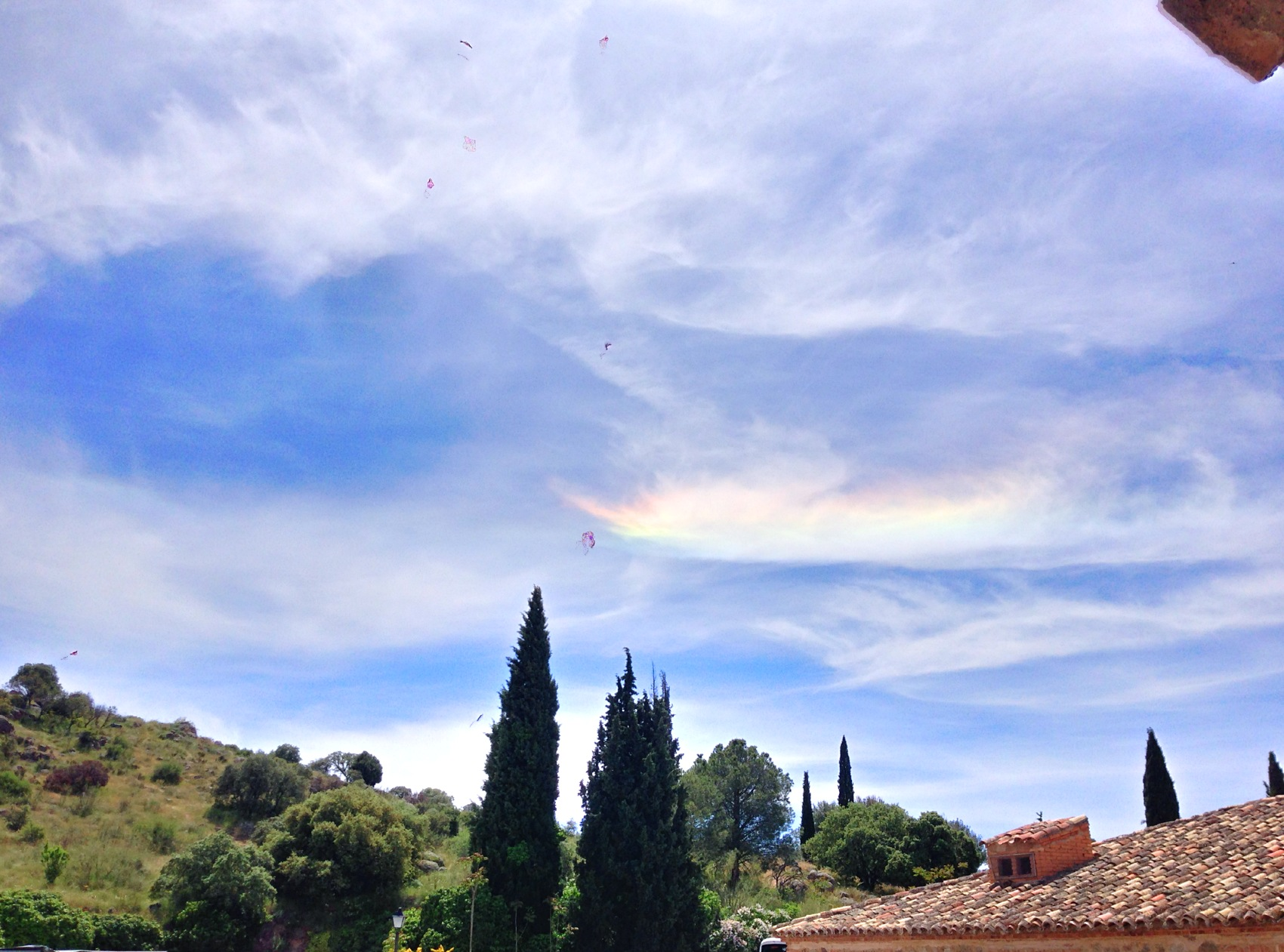
Nube iridiscente vista desde el parador de Toledo España
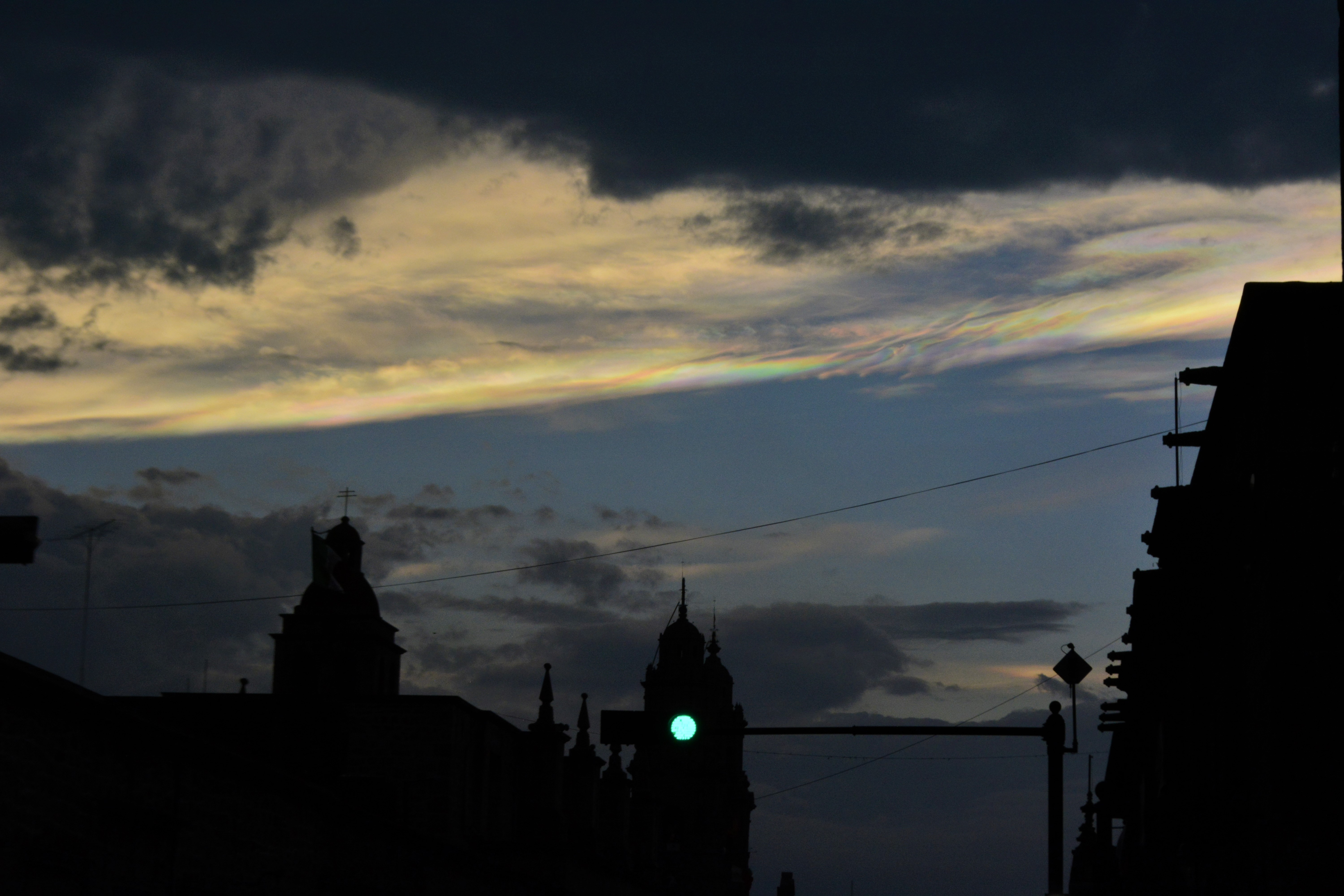
Nube Iridiscente sobre Morelia, México.

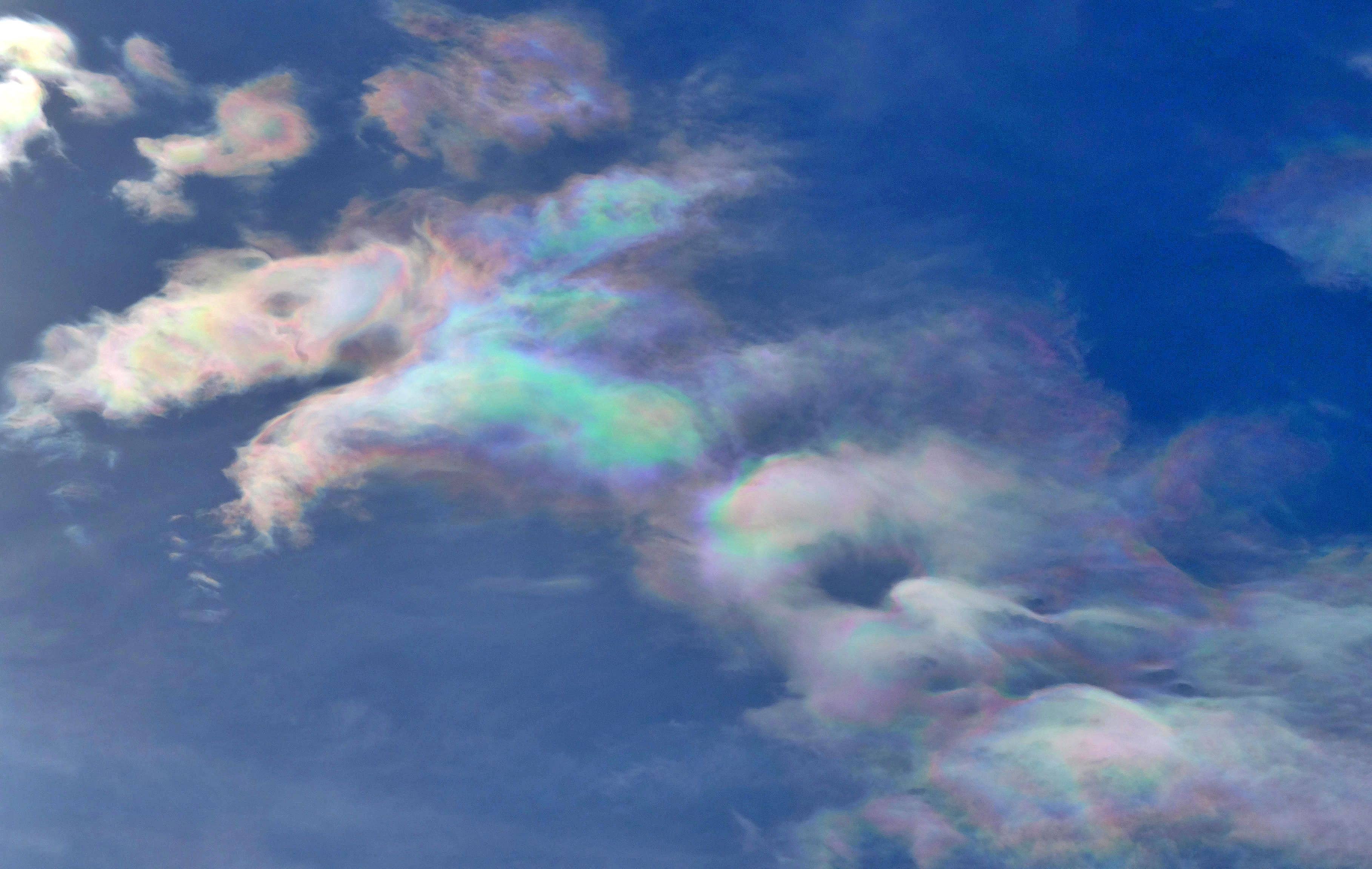
Nubes iridiscentes en la sierra de Gredos (Ávila, España)